# Razlika skupova
Razlika skupova odnosno diferencija skupova (uobičajeni simboli :  \ ) u teoriji skupova jest operacija kojom se iz odnosnog skupa "oduzimaju" elementi drugog skupa. Time se dobiva novi skup koji čine svi članovi skupa A koji nisu i u skupu B, odnosno skup kojemu su elementi svi elementi prvoga zadanog skupa koji nisu elementi drugoga zadanog skupa.
Primjer: 
{1,2,3}  \ {3,4} =  {1,2}
Razlika nije komutativna.
{1,2,3}  \ {3,4} =  {1,2}
{3,4} \ {1,2,3} =  {4}